# Quinten Hermans

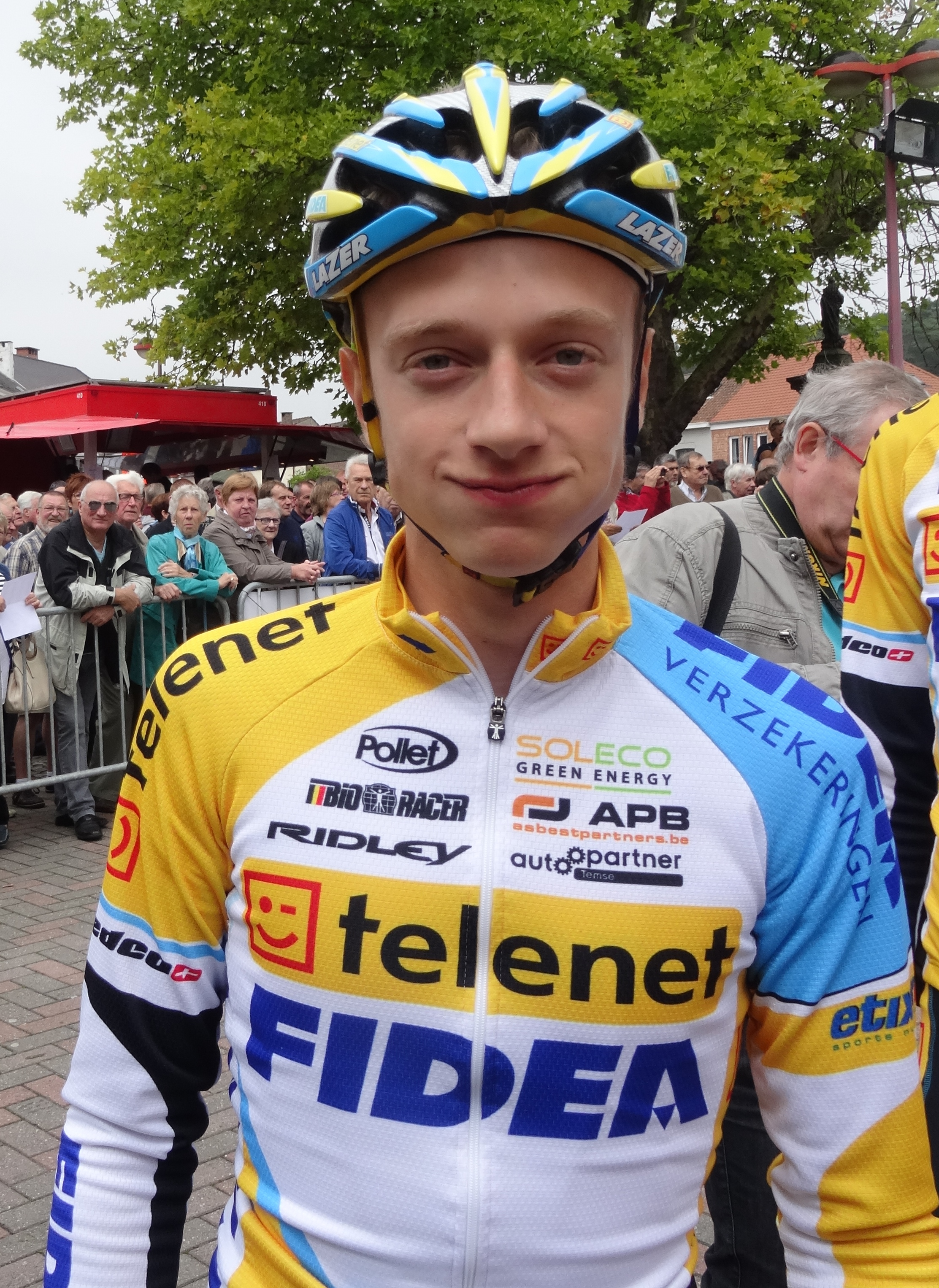
Quinten Hermans (2014)

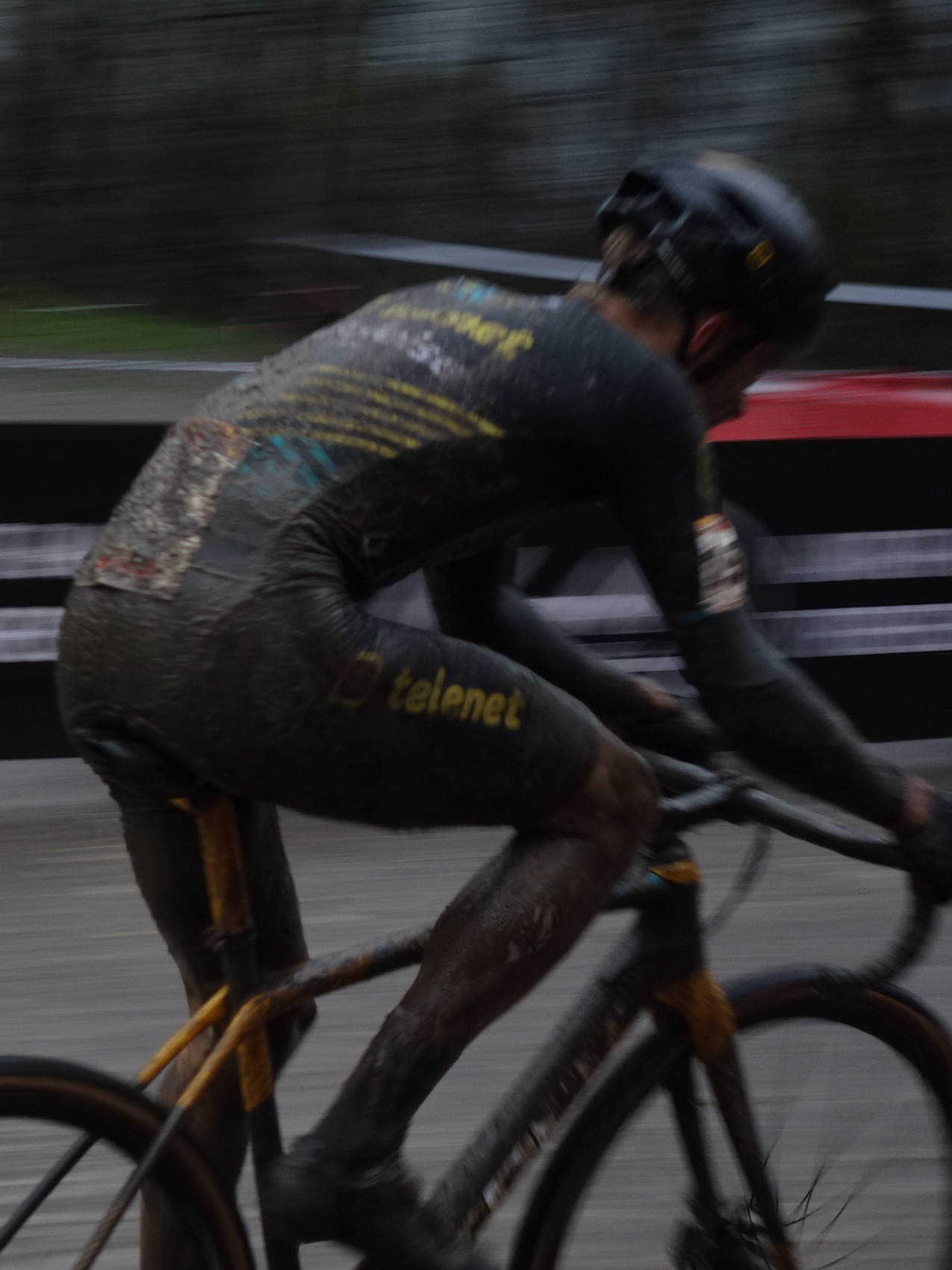
Quinten Hermans bei der Cyclocross de Namur Citadelle 2019

Quinten Hermans (* 29. Juli 1995 in Antwerpen) ist ein belgischer Radrennfahrer.

## Sportlicher Werdegang
Seine Karriere im Radsport begann Hermanns im Cyclocross. 2010 und 2011 wurde er Belgischer Meister in der Jugend. Seine erfolgreichste Zeit im Cyclocross hatte er in der U23 in den Saisons 2015/16 und 2016/17, als er Belgischer Meister, zweimal Europameister sowie Gewinner der Gesamtwertung der Trophée Banque Bpost und der Superprestige wurde. In der Sommersaison war Hermans auch auf der Straße und im Mountainbikesport aktiv, 2013 wurde er Belgischer Junioren-Meister im Cross-Country.
Mit dem Wechsel in die Elite konzentrierte sich Hermans auf den Straßenradsport. In der Saison 2018 konnte er zwei Etappensiege für sich verzeichnen, 2019 gewann er den Prolog und zwei Etappen sowie die Gesamt- und Punktewertung des Flèche du Sud.
Zur Saison 2020 wechselte Hermans zum heutigen UCI WorldTeam Intermarché-Wanty-Gobert Matériaux sowie parallel für die Rennen im Cyclocross zum Tormans – Circus Cyclo Cross Team.  Mit dem Giro d’Italia 2021 nahm er erstmals an einer Grand Tour teil und beendete diese auf Platz 43 der Gesamtwertung. In der Saison 2022 gewann er die als Königsetappe deklarierte vierte Etappe der Belgien-Rundfahrt. Mit Platz zwei bei Lüttich–Bastogne–Lüttich stand er zudem auf dem Podium bei einem der Monumente des Radsports.
Zur Saison 2023 wurde Hermans Mitglied im Team Alpecin-Deceuninck und bestritt seine erste Tour de France, die er auf dem 113. Gesamtrang beendete. Zuvor wurde er beim Antwerp Port Epic Dritter hinter seinen beiden Teamkollegen Dries De Bondt und Timo Kielich. Im Jahr 2024 gewann er die dritte Etappe der Baskenland-Rundfahrt im Sprint und feierte so seinen ersten Sieg bei einem Rennen der UCI WorldTour.

## Erfolge
| 2015/2016 - Europameister (U23) - Weltmeisterschaften (U23) - ein Erfolg UCI-Cyclocross-Weltcup (U23) - vier Erfolge und Gesamtwertung U23-Trophée Banque Bpost - ein Erfolg U23-Superprestige 2016/2017 - Europameister (U23) - Belgischer Meister (U23) - vier Erfolge und Gesamtwertung U23-Superprestige 2017/2018 - EKZ CrossTour Meilen 2018/2019 - Trek CXC Cup Waterloo 2019/2020 - Ethias Cross Essen, Beringen 2020/2021 - Ethias Cross Eeklo 2021/2022 - Europameisterschaften - ein Erfolg UCI-Cyclocross-Weltcup | 2013 - Belgischer Meister (Junioren) – Cross-Country XCO 2018 - eine Etappe, Punktewertung und Nachwuchswertung Tour de Wallonie - eine Etappe Oberösterreich-Rundfahrt 2019 - Gesamtwertung, zwei Etappen, Prolog und Punktewertung Flèche du Sud 2022 - eine Etappe Belgien-Rundfahrt 2024 - eine Etappe Baskenland-Rundfahrt |

## Wichtige Platzierungen
| Grand Tour            | 2021 | 2022 | 2023 | 2024 | 2025 |
| --------------------- | ---- | ---- | ---- | ---- | ---- |
| Giro d’ItaliaGiro     | 43   | –    | –    | 53   | 85   |
| Tour de FranceTour    | –    | –    | 113  | –    |      |
| Vuelta a EspañaVuelta | –    | –    | –    | 80   |      |

| Monument                 | 2021 | 2022 | 2023 | 2024 | 2025 |
| ------------------------ | ---- | ---- | ---- | ---- | ---- |
| Mailand–Sanremo          | –    | –    | 80   | –    | 45   |
| Flandern-Rundfahrt       | –    | –    | –    | –    | –    |
| Paris–Roubaix            | –    | –    | –    | –    | –    |
| Lüttich–Bastogne–Lüttich | 36   | 2    | 48   | 35   | 47   |
| Lombardei-Rundfahrt      | –    | DNF  | –    | –    |      |